# Danjon (cráter)

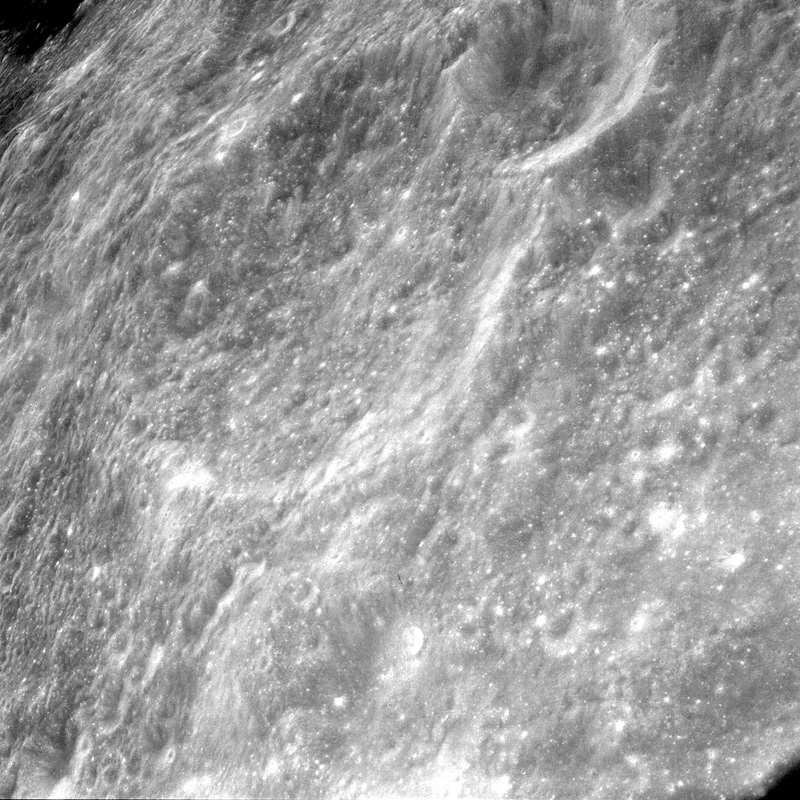
Fotografía de la misión Apolo 8

Danjon es un cráter de impacto situado en la cara oculta de la Luna. Se encuentra a menos de un diámetro al este-sureste del cráter de mayor tamaño Langemak. Al este-noreste de Danjon aparece el cráter Perepelkin, y hacia el sur se halla la llanura amurallada del cráter Fermi.
|  |

El borde del noreste de Danjon está cubierto por D'Arsonval, un cráter más pequeño. Danjon se superpone al lado sureste del cráter satélite ligeramente más pequeño Danjon X. El brocal exterior de este cráter está desgastado y erosionado, sobre todo en su extremo sur, siendo el suelo interior irregular y estando marcado por varios cráteres pequeños.

## Cráteres satélite
Por convención estos elementos son identificados en los mapas lunares poniendo la letra en el lado del punto medio del cráter que está más cerca de Danjon.
|        | \| Danjon \| Coordenadas \| Diámetro \| \| ------ \| ------------------------------- \| -------- \| \| J \| 12°48′S 125°36′E / -12.8, 125.6 \| 23 km \| \| K \| 13°48′S 125°06′E / -13.8, 125.1 \| 17 km \| \| M \| 13°54′S 124°06′E / -13.9, 124.1 \| 12 km \| \| X \| 10°00′S 122°48′E / -10.0, 122.8 \| 65 km \| |          |
| Danjon | Coordenadas | Diámetro |
| J      | 12°48′S 125°36′E / -12.8, 125.6 | 23 km    |
| K      | 13°48′S 125°06′E / -13.8, 125.1 | 17 km    |
| M      | 13°54′S 124°06′E / -13.9, 124.1 | 12 km    |
| X      | 10°00′S 122°48′E / -10.0, 122.8 | 65 km    |